# Vallelunga
Vallelunga (Valelunga) je prigradsko naselje u Puli koje administrativno pripada mjesnom odboru Veli Vrh.
Valelungu sa sjevera ograničuje Paganor, s istoka Karšiole, s juga Pulski zaljev, a sa zapada Monumenti.
Etimologija toponima Valelunga potječe od talijanske riječi Valle lunga što znači "duga uvala". Kroz cijelo 20. stoljeće na Valelungi se nalazila vojarna tako da je ovaj naziv postao sinonim vojne zone između željezničke pruge i sjeverne strane pulske luke, potpuno zamijenivši toponim Karšiole koje sad ima neznatno promijenjeno značenje.